# Nationale Bibliotheek van Brazilië
De Nationale Bibliotheek van Brazilië (Portugees: Biblioteca Nacional do Brasil) is de officiële beheerder van het bibliografische en documentaire erfgoed van het land Brazilië. Het is de op zes na grootste nationale bibliotheek ter wereld en de grootste van Latijns-Amerika.
De bibliotheek heeft haar oorsprong in de Koninklijke Bibliotheek van Portugal die in de aardbeving in Lissabon in 1755 grotendeels verwoest was. Hierop besloten de koning Jozef I van Portugal en de Markies van Pombal een nieuwe collectie op te bouwen. Rond 1808 bestond deze uit zestigduizend boeken.
Toen de koninklijke familie in dat jaar naar Rio de Janeiro vertrok op de vlucht voor Napoleon, werden de boeken in kisten verpakt om mee te nemen. In de verwarring bleven deze kisten echter op de kade in Lissabon achter, en werden slechts in 1810 en 1811 naar Brazilië gebracht. Daar werden ze eerst op de bovenzaal van een hospitaal opgeslagen.
Op 19 oktober 1810 werd de Nationale Bibliotheek officieel opgericht, en kort daarna werd een begin gemaakt met de bouw van het eerste pand. Toen Brazilië in 1822 onafhankelijk werd, bleven de boeken in Rio de Janeiro. Aan Portugal werd een schadevergoeding betaald.
In 1858 verhuisde de bibliotheek naar een nieuw gebouw, maar omdat de collectie bleef groeien bleek ook dit te klein. Daarom werd in 1910 het huidige pand gebouwd door architect Sousa Aguiar. In 1990 werd de Nationale Bibliotheek een stichting (Fundação Biblioteca Nacional) met als doel de collectie te bewaren, te actualiseren en beschikbaar te stellen voor raadpleging.